# Chenopodium purpurascens
Chenopodium purpurascens er en 1,50 til 2,50 meter høj prydplante i slægten gåsefod. Den dyrkes i Danmark i haver og forvildes af og til derfra.
Arten minder om Hvidmelet Gåsefod, men er meget højere, med større blade og er stærkt purpurfarvet i de yngre dele. Den krydser formentlig med Hvidmelet Gåsefod. Desuden kan Chenopodium purpurascens minde om kæmpegåsefod (Chenopodium giganteum), men denne har ovale til triangulære og tandede blade med små ensartede tænder. Kæmpe-Gåsefod har i øvrigt meget mindre frø, men sætter dog sandsynligvis ikke frø i Danmark.

## Beskrivelse
Chenopodium purpurascens er en opret, enårig plante. De furede stængler har ofte røde pletter ved bladfæsterne. Bladene er spredte og især som unge rødligt melede. Bladene midt på stænglen er spatel- til ruderformede eller bredt ovale til triangulære og desuden ret spidse og groft tandede med tænder af forskellig størrelse. Af og til kan bladene være mere eller mindre trelappede. De øvre blade i blomsterstanden er smalle, med eller uden tænder. 
Planten blomstrer fra slutningen af september og sætter ikke altid modne frø. Blomsterstanden er ofte en top af varierende udseende. De enkelte blomster har kølede blomsterblade. Frugten er en nød, der er ca. 1,2-1,5 mm i diameter og fladtrykt og næsten cirkelrund. Den falder for det meste af, sammen med bægeret. Frøgemmet er løst tilhæftet frøet, der er glinsende sort, glat og med skarp kølet kant. Spireevnen er stor og holder i mange år. 
Rodnettet består af en kraftig pælerod med en stor mængde siderødder, som når langt ned og vidt ud. 

## Hjemsted
Chenopodium purpurascens er sandsynligvis oprindelig i Østasien. Den forvildes af og til fra haver i Danmark, men kan også spredes med fuglefrø. Chenopodium purpurascens vokser på forstyrret, mest næringsrig bund. 

## Anvendelse
Arten dyrkes som prydplante, især i botaniske haver.
| Portal | Portal:Botanik |

## Eksterne henvinsninger
- www.ars-grin.gov: Chenopodium purpurascens B. Juss. ex Jacq. (Webside ikke længere tilgængelig)